# Зелена Долина (Омська область)
Зелена Долина (рос. Зелёная Долина) — присілок у Мар'яновському районі Омської області Російської Федерації.
Належить до муніципального утворення Боголюбовське сільське поселення. Населення становить 148 осіб.

## Історія
Згідно із законом від 30 липня 2004 року органом місцевого самоврядування є Боголюбовське сільське поселення.

## Населення
| 2010 |
| ---- |
| 148  |